# Динаміка фітоценозу
Динаміка фітоценозу (англ. dynamic of phytocoenosis, syndinamic, грец. dynamicos — сильний; Син.: Зміни, Синдинаміка) — незворотні (або довгостроково-циклічні) зміни структури фітоценозу (його флористичної композиції у зв'язку з внутрішніми і зовнішніми причинами (Порівн.: Оборотні зміни фітоценозів, Флуктуації). Д. ф. різноманітна і викликається багатьма елементарними змінами (поняття чисто аналітичне, оскільки в природі різні фактори діють одночасно і зумовлюють сумативні складні зміни).
Великими одиницями класифікації елементарних змін є  сукцесії, еволюція фітоценозів та катаклізми. Компонентами складних змін є еволюція фітоценозів, сингенез, ендоекогенез і гологенез. Іноді ці зміни можуть бути ускладнені гейтогенезом і різними формами оборотних змін рослинних угруповань. На перших етапах складних змін завжди більше роль аллогенних, а на останніх — автогенних змін (див. Сукцессії). Якщо до складу складної зміни не входить ретрогрессія, її можна назвати зміною розвитку.
З усіх елементарних змін у складних завжди більша роль ендоекогенезу і гологенезу і менша — сингенезу та еволюції. Зміни фітоценозів у часі безупинні (виключаючи катаклізми) і утворюють тимчасовий фітоценотичний континуум, описуваний хронокліною або ценохронокліною.
Методи вивчення динаміки фітоценозів об'єднуються в групи прямих і непрямих. До прямих методів належать: багаторазове спостереження за ходом змін (як на фіксованих майданчиках, так і без фіксації точок обліку), експеримент (викликання штучних сукцесій), вивчення збережених рослинних решток, співставлення сучасного стану рослинності зі старими картами, геоботанічними описами і т.і.
До непрямих методів належать: співставлення просторових і часових рядів (при вивченні Д. ф. в поєднаннях рослинності типу серій), метод фітоценотичних реліктів (пошук видів або спільнот, що збереглися з часів минулої стадії або зміни), метод ініціальних видів (пошук видів, що індукують розвиток первісної фази нової стадії), урахування життєвості компонентів співтовариства, вивчення вікової структури популяції (Див. Віковий склад ценопопуляції), аналіз ходу росту дерев по спилах, метод «шрамів» (встановлення часу пожеж на спилі по порушених річних кільцях), вивчення ґрунтового профілю, вивчення реліктових явищі в мікрорельєфі, вивчення історичних пам'яток, фольклору і т.і. У даний час перспективним шляхом дослідження Д. ф. представляється математичне моделювання.